# Sockburn
Sockburn än ort och en tidigare civil parish i civil parish Neasham, i kommunen Borough of Darlington, Storbritannien. Det ligger i grevskapet Durham och riksdelen England, i den centrala delen av landet, 300 km norr om huvudstaden London. Sockburn var en civil parish fram till 2016 när blev den en del av Neasham. Civil parish hade 32 invånare år 1961.